# سرگستوس
سرگستوس (انگلیسی: Sergestus) اسطوره جهان یونانی رومی، سرگستوس تروآ (شهر) دوست آئنیاس بود. او جد تیره سرگیا بود، یک خاندان معروف پاتریسی که لوسیوس سرگیوس کاتلین یکی از اعضای آن بود.